# Maculinea philidor
Maculinea philidor är en fjärilsart som beskrevs av Hans Fruhstorfer 1934. Maculinea philidor ingår i släktet Maculinea och familjen juvelvingar. Inga underarter finns listade i Catalogue of Life.